# Порасман
Порасман або Фарасман II (*д/н — 298) — цар кавказької Албанії у 280—298 роках.

## Життєпис
Походив з династії Фарасманідів. Син царя Кьєлава. Близько 280 року Порасман стає царем Кавказької Албанії. Загалом підтримував Персію у боротьбі проти Римської імперії. У 296 році брав участь у поході перського царя Нарсе до Великої Вірменії. Після поразки перських військ у 298 році від військ на чолі з імператором Галерієм проти Порасман виступив союзник Риму — Вачаган Аршакід, який захопив владу в царстві. Це було затверджено Нісібінським мирним договором між Римом і Персією.